# 'otuhaka
'Otuhaka é uma dança tradicional de Tonga, com influência samoana, onde os dançarinos permanecem sentados e fazem gestos com os braços, com alguns movimentos da cabeça e do corpo.